# Souk El Had
Souk El Had (em árabe: سوق الحد) é uma comuna localizada na província de Relizane, Argélia. De acordo com o censo de 2008, a população total da cidade era de 30 744 habitantes.